# Akani Simbine
Akani Simbine (Kempton Park, 21 settembre 1993) è un velocista sudafricano, ex primatista africano dei 100 metri piani, specialità in cui è stato tre volte finalista olimpico (Rio de Janeiro 2016, Tokyo 2020 e Parigi 2024) e tre volte finalista mondiale (Londra 2017, Doha 2019 e Oregon 2022).
Detiene inoltre il record africano della staffetta 4×100 metri con il tempo di 37"57, che è valso la medaglia d'argento ai Giochi olimpici di Parigi 2024.

## Biografia
Ha rappresentato il Sudafrica ai Giochi olimpici di Rio de Janeiro 2016.
Ai Giochi del Commonwealth di Gold Coast 2018 ha vinto la medaglia d'oro nei 100 m piani e quella d'argento nella staffetta 4×100 m con i connazionali Emile Erasmus, Anaso Jobodwana e Henricho Bruintjies.
Il 12 maggio 2019, alla IAAF World Relays 2019 di Yokohama, con i suoi compagni di squadra Simon Magakwe, Chederick van Wyk e Sinesipho Dambile, ha realizzato il record africano nella staffetta staffetta 4×200 metri con il tempo di 1'20"42, che gli ha permesso di conseguire la medaglia d'argento nella specialità. 
Il 9 agosto 2024 ha vinto la medaglia d'argento nella staffetta 4x100 metri piani alle Olimpiadi di Parigi.
L'11 maggio 2025 vince la medaglia d'oro nella staffetta 4x100 metri alle World Relays di Guangzhou.

## Record nazionali
Seniores
- 100 metri piani: 9"82 (+0,3 m/s) ( Parigi, 4 agosto 2024)
- 200 metri piani: 19"95 (+1,7 m/s) ( Pretoria, 4 marzo 2017)
- Staffetta 4×100 metri: 37"57 ( Parigi, 9 agosto 2024)  (Bayanda Walaza, Shaun Maswanganyi, Bradley Nkoana, Akani Simbine)
- Staffetta 4×200 metri: 1'20"42 ( Yokohama, 12 maggio 2019)  (Simon Magakwe, Chederick van Wyk, Sinesipho Dambile, Akani Simbine)

## Palmarès
| Anno | Manifestazione          | Sede           | Evento      | Risultato  | Prestazione | Note                                     |
| ---- | ----------------------- | -------------- | ----------- | ---------- | ----------- | ---------------------------------------- |
| 2013 | Universiadi             | Kazan'         | 100 m piani | Semifinale | 10"49       |                                          |
| 2013 | Universiadi             | Kazan'         | 4×100 m     | 7º         | 45"82       |                                          |
| 2013 | Mondiali                | Mosca          | 100 m piani | Batteria   | 10"38       |                                          |
| 2014 | Giochi del Commonwealth | Glasgow        | 100 m piani | Semifinale | 10"21       |                                          |
| 2014 | Giochi del Commonwealth | Glasgow        | 200 m piani | 5º         | 20"37       | Miglior prestazione personale            |
| 2014 | Giochi del Commonwealth | Glasgow        | 4×100 m     | 4º         | 38"35       |                                          |
| 2014 | Campionati africani     | Marrakech      | 100 m piani | 8º         | 13"14       |                                          |
| 2014 | Campionati africani     | Marrakech      | 4×100 m     | Batteria   | dq          |                                          |
| 2015 | Universiadi             | Gwangju        | 100 m piani | Oro        | 9"97        | Record delle Universiadi                 |
| 2015 | Universiadi             | Gwangju        | 4×100 m     | Bronzo     | 39"68       |                                          |
| 2015 | Mondiali                | Pechino        | 100 m piani | Semifinale | 10"02       |                                          |
| 2015 | Mondiali                | Pechino        | 200 m piani | Semifinale | 20"37       |                                          |
| 2015 | Mondiali                | Pechino        | 4×100 m     | Batteria   | dnf         |                                          |
| 2016 | Campionati africani     | Durban         | 100 m piani | Bronzo     | 10"05       |                                          |
| 2016 | Campionati africani     | Durban         | 4×100 m     | Oro        | 38"84       |                                          |
| 2016 | Giochi olimpici         | Rio de Janeiro | 100 m piani | 5º         | 9"94        |                                          |
| 2017 | Mondiali                | Londra         | 100 m piani | 5º         | 10"01       |                                          |
| 2017 | Mondiali                | Londra         | 200 m piani | Semifinale | 20"62       |                                          |
| 2018 | Giochi del Commonwealth | Gold Coast     | 100 m piani | Oro        | 10"03       |                                          |
| 2018 | Giochi del Commonwealth | Gold Coast     | 4×100 m     | Argento    | 38"24       | Record nazionale                         |
| 2018 | Campionati africani     | Asaba          | 100 m piani | Oro        | 10"25       |                                          |
| 2018 | Campionati africani     | Asaba          | 4×100 m     | Oro        | 38"25       | Record dei campionati                    |
| 2019 | World Relays            | Yokohama       | 4×100 m     | Batteria   | 38"66       | Miglior prestazione personale stagionale |
| 2019 | World Relays            | Yokohama       | 4×200 m     | Argento    | 1'20"42     | Record africano                          |
| 2019 | Mondiali                | Doha           | 100 m piani | 4º         | 9"93        | Miglior prestazione personale stagionale |
| 2019 | Mondiali                | Doha           | 4×100 m     | 5º         | 37"73       |                                          |
| 2021 | World Relays            | Chorzów        | 4×100 m     | dq         | 38"71       | [ 1 ]                                    |
| 2021 | Giochi olimpici         | Tokyo          | 100 m piani | 4º         | 9"93        |                                          |
| 2021 | Giochi olimpici         | Tokyo          | 4×100 m     | Batteria   | dnf         |                                          |
| 2022 | Campionati africani     | Saint-Pierre   | 100 m piani | Argento    | 9"93        | w                                        |
| 2022 | Campionati africani     | Saint-Pierre   | 4×100 m     | Argento    | 39"79       | [ 2 ]                                    |
| 2022 | Mondiali                | Eugene         | 100 m piani | 5º         | 10"01       |                                          |
| 2022 | Mondiali                | Eugene         | 4×100 m     | 6º         | 38"10       | Miglior prestazione personale stagionale |
| 2022 | Giochi del Commonwealth | Birmingham     | 100 m piani | Argento    | 10"13       |                                          |
| 2023 | Mondiali                | Budapest       | 100 m piani | Semifinale | dq          |                                          |
| 2023 | Mondiali                | Budapest       | 4x100 m     | Finale     | dnf         |                                          |
| 2024 | World Relays            | Nassau         | 4×100 m     | Batteria   | 38"83       |                                          |
| 2024 | Giochi olimpici         | Parigi         | 100 m piani | 4°         | 9"82        | Record nazionale                         |
| 2024 | Giochi olimpici         | Parigi         | 4×100 m     | Argento    | 37"57       | Record africano                          |
| 2025 | Mondiali indoor         | Nanchino       | 60 m piani  | Bronzo     | 6"54        |                                          |
| 2025 | World Relays            | Guangzhou      | 4x100 m     | Oro        | 37"61       |                                          |

## Campionati nazionali
2012
- Argento ai campionati sudafricani, staffetta 4×100 m - 40"93

2013
- Bronzo ai campionati sudafricani, 100 m piani - 10"63
- Bronzo ai campionati sudafricani, 200 m piani - 20"90

2014
- Argento ai campionati sudafricani, 100 m piani - 10"02
- Argento ai campionati sudafricani, 200 m piani - 20"47

2015
- Oro ai campionati sudafricani, 100 m piani - 10"25

2016
- Argento ai campionati sudafricani, 100 m piani - 10"21

2017
- Oro ai campionati sudafricani, 100 m piani - 9"95
- Argento ai campionati sudafricani, 200 m piani - 20"15

2018
- Oro ai campionati sudafricani, 100 m piani - 10"11

2019
- Oro ai campionati sudafricani, 200 m piani - 20"27

2021
- Oro ai campionati sudafricani, 100 m piani - 9"99

2022
- Oro ai campionati sudafricani, 100 m piani - 10"31

## Altre competizioni internazionali
2015
- 6º al Golden Gala Pietro Mennea ( Roma), 100 m piani - 10"08

2016
- 5º al Golden Gala Pietro Mennea ( Roma), 100 m piani - 10"13

2017
- Bronzo all'Athletissima ( Losanna), 100 m piani - 9"99
- Oro alla Doha Diamond League ( Doha), 100 m piani - 9"99

2018
- 5º al Golden Gala Pietro Mennea ( Roma), 100 m piani - 10"13
- Bronzo in Coppa continentale ( Ostrava), 100 m piani - 10"11

2019
- 4º all'Herculis ( Monaco), 100 m piani - 10"04

2021
- Oro al Golden Gala Pietro Mennea ( Firenze), 100 m piani - 10"08
- Argento all'Herculis ( Monaco), 100 m piani - 9"98
- 7º al Prefontaine Classic ( Eugene), 100 m piani - 9"95
- 6º al Memorial Van Damme ( Bruxelles), 100 m piani - 10"18

2022
- Bronzo ai Bislett Games ( Oslo), 100 m piani - 10"09
- Oro al Bauhaus-Galan ( Stoccolma), 100 m piani - 10"02

2023
- Argento al Meeting international Mohammed VI d'athlétisme de Rabat ( Rabat), 100 m piani - 9"99
- Oro al Bauhaus-Galan ( Stoccolma), 100 m piani - 10"03
- Oro al Kamila Skolimowska Memorial ( Chorzów), 100 m piani - 9"97

2024
- Oro alla Shanghai Diamond League ( Suzhou), 100 m piani - 10"01
- Oro ai Bislett Games ( Oslo), 100 m piani - 9"94
- Argento al London Athletics Meet 2024 ( Londra), 100 m piani - 9"86

2025
- Oro al Meeting international Mohammed VI d'athlétisme de Rabat ( Rabat), 100 m piani - 9"95
- Oro alla Xiamen Diamond League ( Xiamen), 100 m piani - 9"99
- Oro alla Shanghai Diamond League ( Shaoxing), 100 m piani - 9"98
- Oro al Meeting international Mohammed VI d'athlétisme de Rabat ( Rabat), 100 m piani - 9"95